# Опенхајмер (филм)
Опенхајмер (енгл. Oppenheimer) амерички је епски биографски трилер из 2023. године, режисера и сценаристе Кристофера Нолана. Заснован је на књизи Амерички Прометеј, биографији Роберта Опенхајмера коју су написали Кај Берд и Мартин Џеј Шервин. Нолан је продуцирао филм заједно са Емом Томас и Чарлсом Ровеном. Килијан Марфи тумачи Опенхајмера, теоретског физичара познатог као „отац атомске бомбе” због своје улоге у Пројекту Менхетн — подухвату из Другог светског рата који је развио прво нуклеарно оружје. У осталим улогама су Емили Блант, Мет Дејмон, Роберт Дауни Млађи, Флоренс Пју, Џош Хартнет, Кејси Афлек, Рами Малек и Кенет Брана.
Филм је најављен у септембру 2021, након што је Universal Pictures победио у надметању за Ноланов сценарио. Марфи је добио главну улогу наредног месеца, док се остатак глумачке екипе придружио пројекту између новембра 2021. и априла 2022. године. Предпродукција је почела у јануару 2022, а филм је сниман између фебруара и маја исте године. Филм је снимљен комбинацијом IMAX 65mm и 65mm филма великог формата — укључујући, по први пут, делове у IMAX црно-белој аналогној фотографији. Као и код својих претходних остварења, Нолан је користио екстензивне практичне ефекте и врло мало CGI.
Премијерно је приказан 11. јула 2023. у Паризу, док је 21. јула пуштен у биоскопе у САД, односно дан раније у Србији. Истовремено приказивање са филмом Барби Грете Гервиг довело је до феномена „Барбенхајмер” на друштвеним мрежама, што је подстакло публику да погледају оба филма. Зарадио је преко 976 милиона долара широм света, што га је учинило трећим филмом са највећом зарадом из 2023. године, и добио је позитивне рецензије критичара, уз посебне похвале за глумачку поставу, визуелне ефекте, музику, Ноланову режију и сценарио.
Поред многих других признања, Амерички филмски институт и Национални одбор за рецензију филмова су сврстали Опенхајмера међу десет најбољих филмова 2023. године. Филм је освојио пет Златних глобуса (укључујући онај за најбољи драмски филм), седам награда БАФТА (укључујући ону за најбољи филм), три награде Удружења филмских глумаца (укључујући ону за најбољу глумачку поставу), док је на 96. додели Оскара био номинован у тринаест категорија, а победу однео у седам: за најбољи филм, најбољу режију, најбољег глумца (Марфи), најбољег споредног глумца (Дауни), најбољу монтажу, најбољу фотографију и најбољу оригиналну музику.

## Радња
Године 1926, млади Роберт Опенхајмер се бори са носталгијом док студира на Кембриџу под патронатом Патрика Блекета. Опенхајмер се наљути на ментора и оставља му јабуку затровану калијум-цијанидом на столу, коју замало поједе гостујући предавач, Нилс Бор. Опенхајмер докторира на Универзитету у Гетингену и тамо се упознаје са Вернером Хајзенбергом. Он се враћа у САД, желећи да прошири интересовање америчких физичара за квантну физику. Током рада на Калтеку и Берклију, Опенхајмер упознаје психолошкињу Џин Тетлок, чланицу Комунистичке партије САД и њих двоје се упуштају у романтичну везу која траје све до њеног наводног самоубиства. Такође, упознаје Кетрин Пјунинг, своју будућу супругу.
Генерал војске САД, Лесли Грувс, регрутује Опенхајмера као вођу пројекта Менхетн након што га овај убеди да ни он, ни његова супруга, немају никакве везе са комунизмом. Јеврејско порекло води Опенхајмера у намери да створи нуклеарну бомбу пре него што то ураде нацисти. Он окупља тим научника који укључује Едварда Телера, Ајзака Рабија и Дејвида Л. Хила у Лос Аламосу, дубоко у пустињи Новог Мексика. Током рада на пројекту, Опенхајмер дискутује са Албертом Ајнштајном о могућим последицама нуклеарне детонације и ланчаној реакцији која би запалила читаву Земљину атмосферу. Опенхајмер сазнаје да информације о пројекту стижу до Совјетског Савеза преко кртице у тиму.
Након предаје Немачке 9. маја 1945. године, поједини научници желе да прекину са израдом бомбе. Ипак, направа је успешно направљена и пролази Тринити тест непосредно пред Потсдамску конференцију. Председник САД, Хари Труман, одлучује да бојевим главама гађа јапанске градове Хирошиму и Нагасаки, што присиљава Јапан на капитулацију и коначни крај рата. Труман форсира идентитет „оца нуклеарне бомбе” што Опенхајмеру доноси велику славу. Прогоњен црним мислима, Опенхајмер наговара Трумана да заустави трку у наоружању. Труман одбија Опенхајмерова уверења и представља себе као јединог одговорног за бомбардовање Јапана. Опенхајмер је избачен из Беле куће, а његов осећај кривице додатно расте.
Активно заговарање вредности Уједињених нација и „светске владе” коју је иницирао Френклин Рузвелт као и демилитаризације, а поготово противљење изградњи Х-бомбе поставља Опенхајмера насупрот Телеру. Поменуте ставове, као и раније довођење у везу са комунистима, против Опенхајмера користи Луис Штраус, председавајући Атомске енергетске комисије. Опенхајмерово сведочење о извозу радиоизотопа јавно је понизило Штрауса, те он организује саслушање са циљем протеривања Опенхајмера из научних кругова и јавног понижења. Опенхајмерова безбедоносна дозвола бива укинута, а са њом нестаје и његова репутација. Касније, на потврђивању мандата пред Сенатом САД, Штраус губи номинацију за Секретара трговине у Влади САД јер Дејвид Хил открива детаље о друштвеном инжењерингу којим је Штраус саботирао Опенхајмера. Приликом избора, тројица сенатора, наводно предвођени Џоном Кенедијем, повукло се са гласања.
Председник Линдон Џонсон додељује награду Енрико Ферми Опенхајмеру 1963. године, чиме га донекле рехабилитује у јавности. Открива се наставак пређашњег разговора са Ајнштајном: упитан да ли нуклеарно наоружање може покренути уништење света, Опенхајмер изражава бојазан да је уништење већ покренуто.

## Улоге
| Глумац              | Улога                    |
| ------------------- | ------------------------ |
| Килијан Марфи       | Роберт Опенхајмер        |
| Емили Блант         | Кетрин „Кити” Опенхајмер |
| Мет Дејмон          | Лесли Гроувс             |
| Роберт Дауни Млађи  | Луис Штраус              |
| Флоренс Пју         | Џин Тетлок               |
| Џош Хартнет         | Ернест Лоренс            |
| Кејси Афлек         | Борис Паш                |
| Рами Малек          | Дејвид Хил               |
| Кенет Брана         | Нилс Бор                 |
| Бени Сафди          | Едвард Телер             |
| Дилан Арнолд        | Френк Опенхајмер         |
| Густаф Скарсгорд    | Ханс Бете                |
| Дејвид Крамхолц     | Изидор Ајзак Раби        |
| Метју Модин         | Венивар Буш              |
| Дејвид Дастмалчијан | Вилијам Л. Борден        |
| Том Конти           | Алберт Ајнштајн          |
| Мајкл Ангарано      | Роберт Сербер            |
| Џек Квејд           | Ричард Фајнман           |
| Џош Пек             | Кенет Бејнбриџ           |
| Оливија Терлби      | Лили Хорниг              |
| Дејн Дехан          | Кенет Николс             |
| Дени Деферари       | Енрико Ферми             |
| Олден Еренрајх      | помоћник у Сенату        |
| Џеферсон Хол        | Хокон Шевалије           |
| Џејсон Кларк        | Роџер Роб                |
| Џејмс Д'Арси        | Патрик Блекет            |
| Тони Голдвин        | Гордон Греј              |
| Девон Бостик        | Сет Недермајер           |
| Алекс Волф          | Луис Волтер Алварез      |
| Скот Грајмс         | саветник                 |
| Џош Закерман        | Ђовани Роси Ломаниц      |
| Матијас Швајгхефер  | Вернер Хајзенберг        |
| Кристофер Денам     | Клаус Фукс               |
| Дејвид Рисдал       | Доналд Хорниг            |
| Гај Бернет          | Џорџ Елтентон            |
| Луиза Ломбард       | Рут Толман               |
| Харисон Гилбертсон  | Филип Морисон            |
| Ема Думон           | Џеки Опенхајмер          |
| Тронд Фауса Аурвог  | Џорџ Кистјаковски        |
| Оли Хаскиви         | Едвард Кондон            |
| Гари Олдман         | Хари Труман              |
| Џорџ Гауанс         | Ворд Еванс               |
| Курт Кехлер         | Томас А. Морган          |
| Мејкон Блер         | Лојд К. Гарисон          |
| Хари Гренер         | Гејл В. Макги            |
| Џек Катмор-Скот     | Лајал Џонсон             |
| Џејмс Ремар         | Хенри Стимсон            |
| Хари Гренер         | Гејл В. Макги            |
| Грегори Џбара       | Ворен Магнусон           |
| Тим Дикеј           | Џон Пасторе              |
| Џејмс Урбанијак     | Курт Гедел               |